# Верхотуровка
Верхотуровка (рос. Верхотуровка) — присілок у Болотнинському районі Новосибірської області Російської Федерації.
Входить до складу муніципального утворення Баратаєвська сільрада. Населення становить 0 осіб (2010).

## Історія
Згідно із законом від 2 червня 2004 року органом місцевого самоврядування є Баратаєвська сільрада.

## Населення
| 2002 | 2007 | 2010 |
| ---- | ---- | ---- |
| 7    | ↘0   | →0   |